# Karl Fidler
Karl Fidler (1818 Urfahr – 20. prosince 1887 Vídeň) byl rakousko-uherský, respektive předlitavský státní úředník a politik, v roce 1871 krátce ministr kultu a vyučování Předlitavska.

## Biografie
Zpočátku působil jako diplomat. Franz Seraph von Stadion ho ale přesvědčil k nástupu do státních služeb, kde působil jako vysoký úředník na různých postech. V roce 1845 pracoval v Haliči, od roku 1849 sloužil na ministerstvu vnitra ve Vídni pod ministrem von Stadionem. V roce 1860 přešel na policejní ministerstvo ve funkci sekčního rady. Zde se roku 1863 stal ředitelem odboru pro tisk. V roce 1865 nastoupil coby dvorní rada na místodržitelství v Terstu, přičemž v letech 1870–1871 zde byl sám místodržícím. Za vlády Karla von Hohenwarta se stal sekčním šéfem na ministerstvu kultu a vyučování. Zabýval se reorganizací středního a vysokého školství.
Nakonec se sám, krátce, stal členem vlády. 27. října 1871 se stal ministrem kultu a vyučování Předlitavska ve vládě Ludwiga von Holzgethana. Ve vládě setrval do 22. listopadu 1871. Byl ovšem jen provizorním správcem rezortu coby sekční šéf ministerstva.
Jako ministerský úředník se zasloužil o rozvoj obchodního odborného školství.